# 甲山
甲山（かぶとやま）は、兵庫県西宮市西北部に位置する、古い火山の痕跡である。

## 概要
1200万年前に噴火したとされる。岩質は輝石安山岩からなり、隣接した花崗岩（いわゆる御影石）からなる六甲山とは全く形成過程が異なる。
1200万年前の活動期には大きく広がる山体を持っていた。約200万年間の活動が終息した後、侵食によりわずかに火口付近の火道周囲のみが塊状に残るに至ったことが確認されている。
現存する形状が塊状であるため、古くはトロイデ式火山の典型のように言われていたが、昭和30年代に研究が進み、その形成過程の詳細が知られるようになった。甲山の地質は北側斜面では麓から260m付近までは花崗岩が認められるが、南側では甲山安山岩層と六甲山の花崗岩とが接触する部分が露出して確認可能である。
本来、比較的粘性の低い安山岩が鐘状火山となることについては疑問視されるところであったが、有史以後、あまりにも典型的なトロイデ形状であることから、誤解されてきた経緯があると思われる。その後は楯状火山とされてきたが、楯状火山は玄武岩質溶岩からなる大型火山と定義されており、これも誤用である。
なお、隣接する六甲山は断層により隆起して形成された山地であり、甲山は六甲山と共に過去に沈降、隆起を起こしたことが知られている。
専門家によって甲山の古火道の磁気構造が調査され、ドーナツ状になっていることが判明している。
甲山は西宮市南部の至る所から確認することができ、地名としてもこの甲山が元となった甲東園・甲風園・甲陽園等がある。西宮七園も参照。

甲山（右）と六甲山南東部（左）
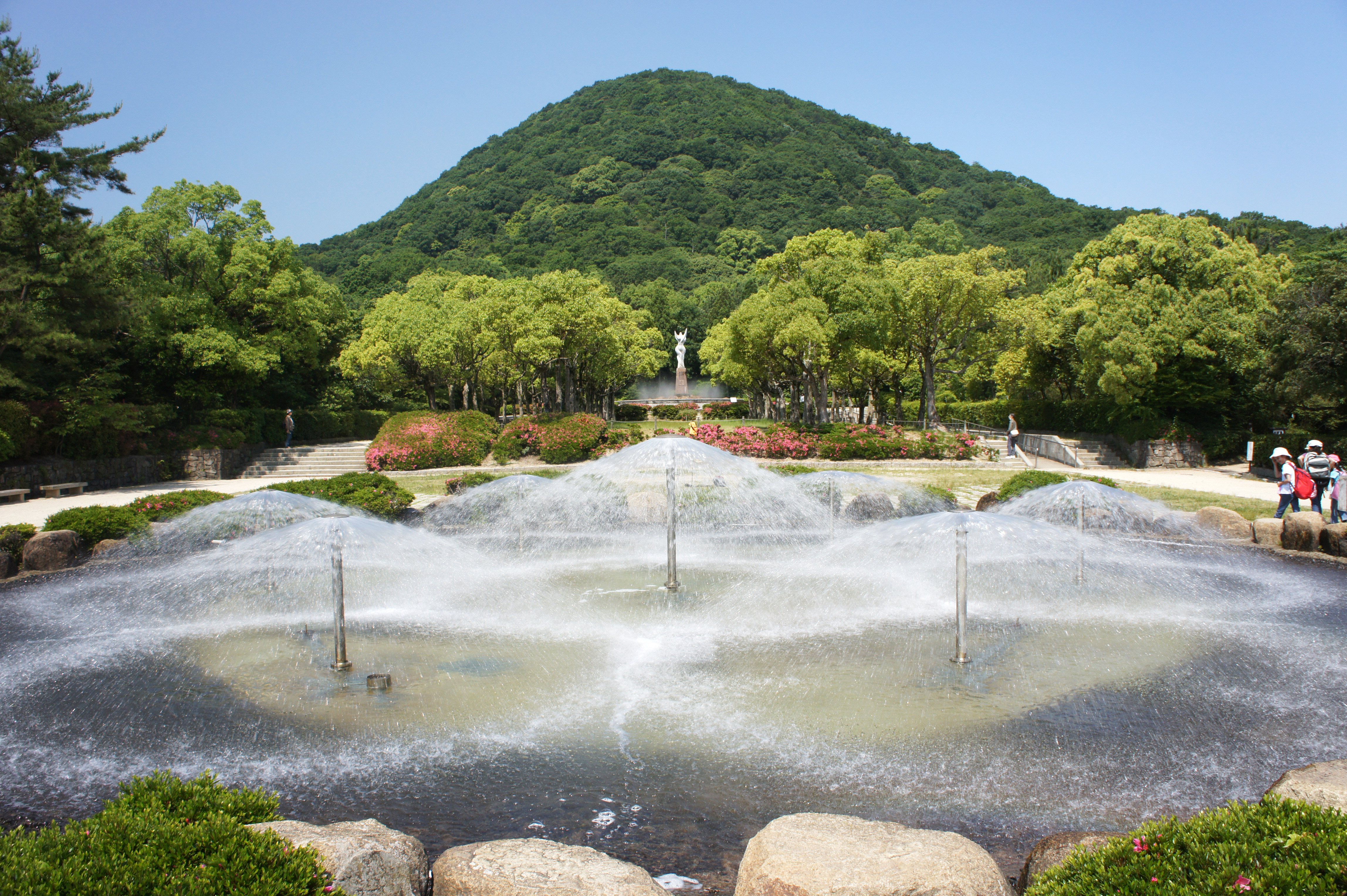
甲山森林公園からの近景。
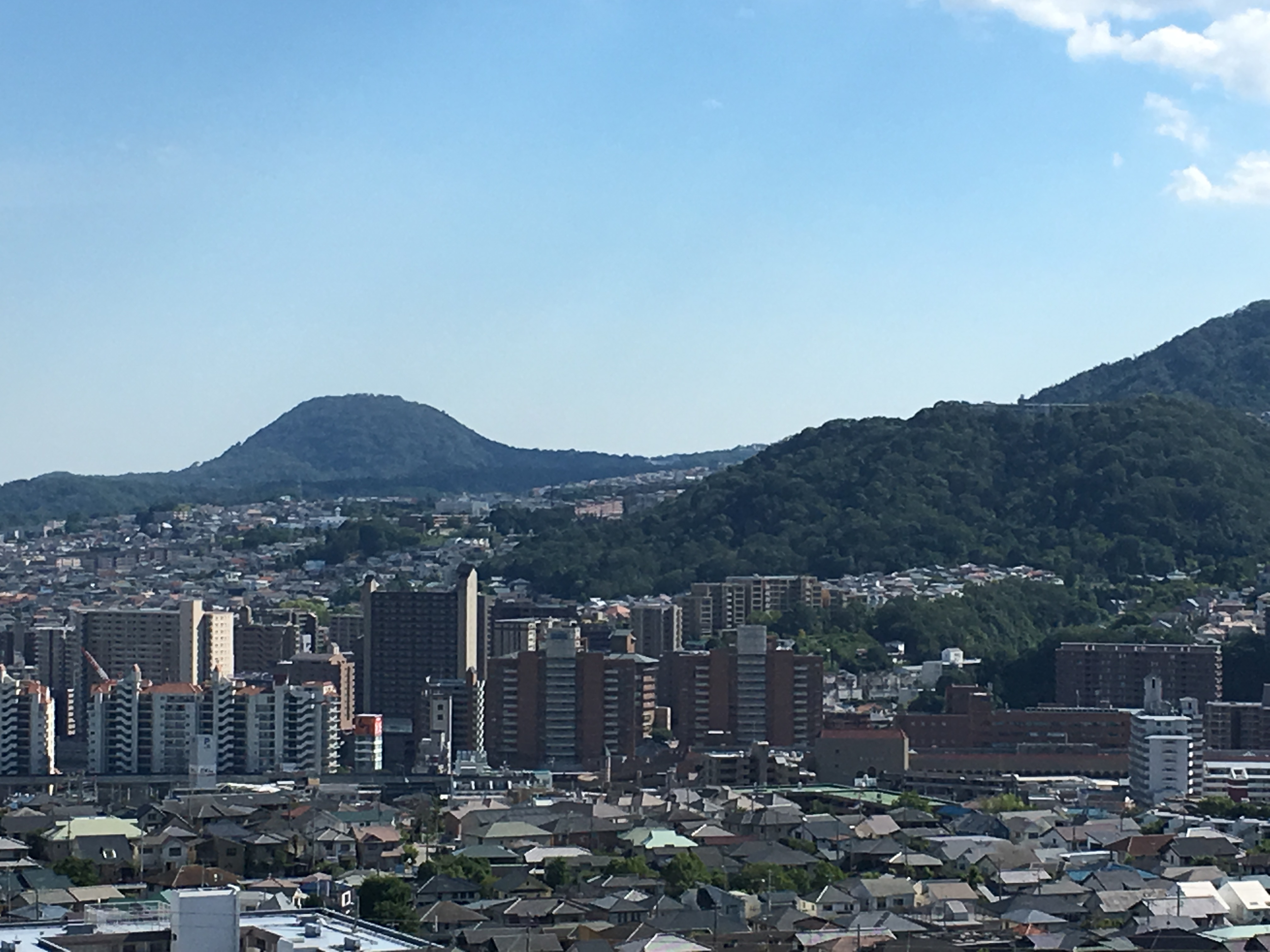
北側（宝塚市御殿山付近）からの遠景。画面左側のおわんを伏せたような形状の山が甲山。
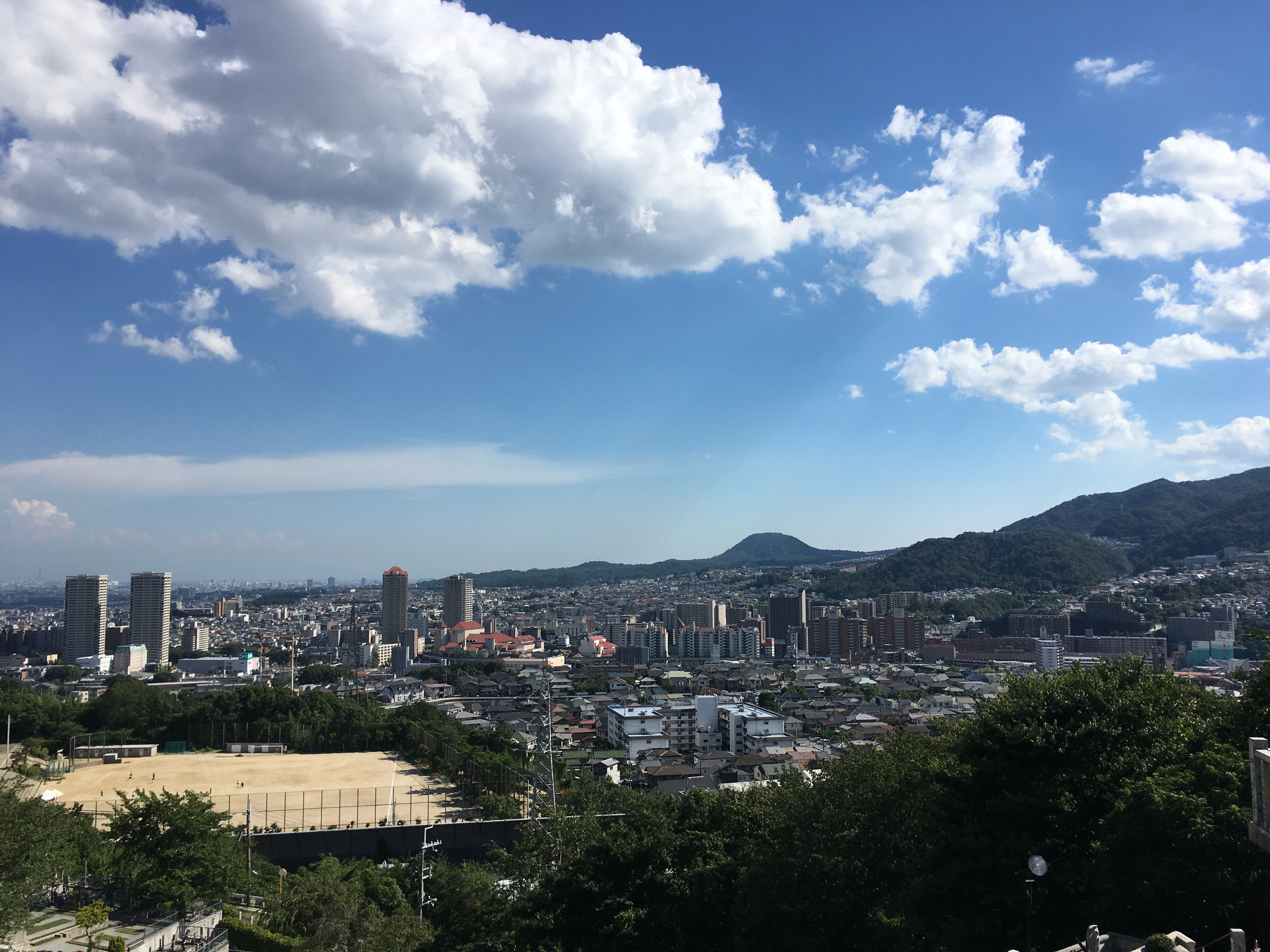
六甲山系の南東部からわずかに離れた場所にぽつんと位置する。
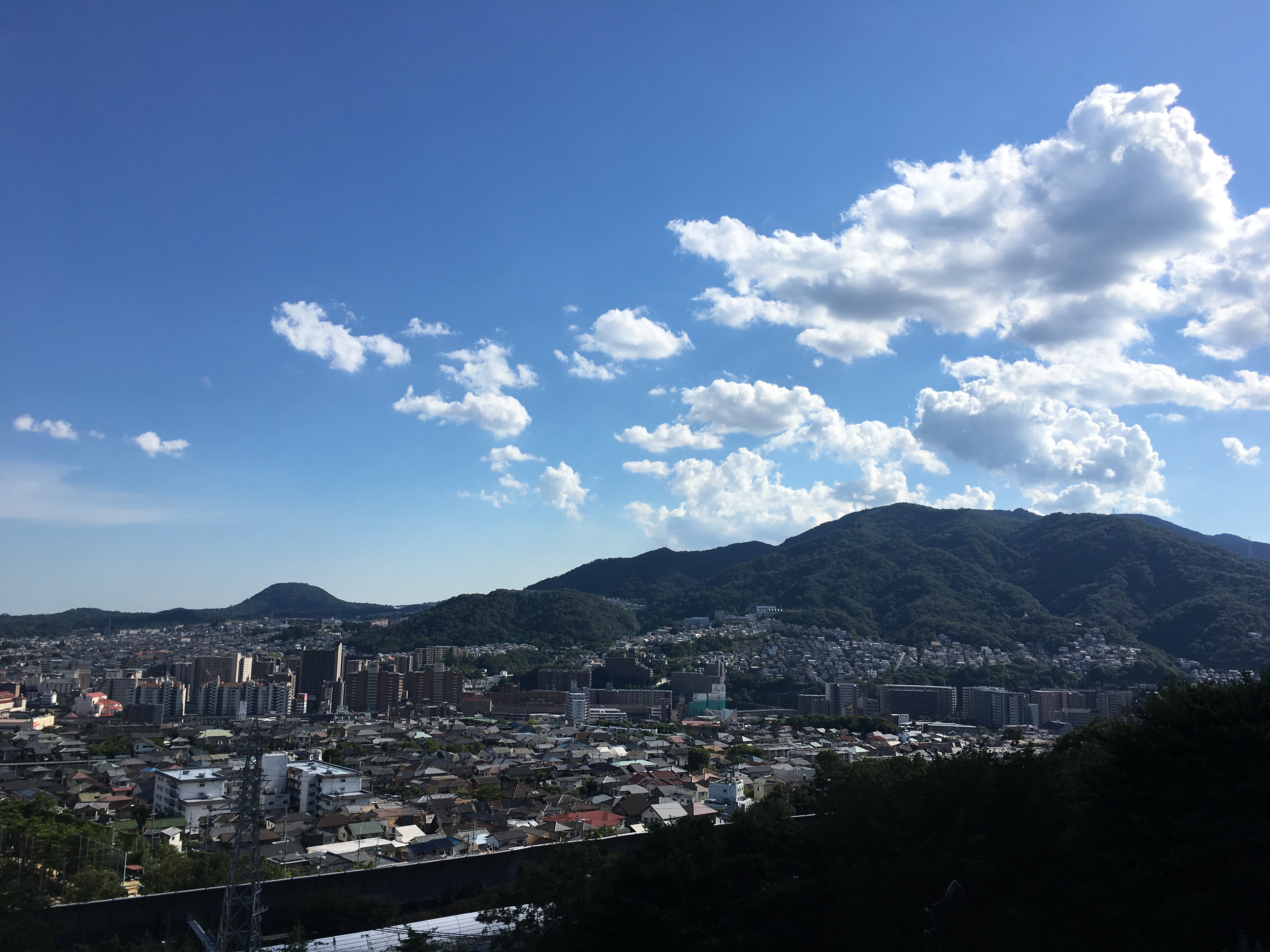
六甲山（右）が西と北に広がる。

## 名称の由来と伝説
甲山の名称の由来は昔大きな松の木が2本生えていて、その兜のような形状から呼称されているという説があるが、田岡香逸によれば、元来、「神の山（コウノヤマまたはカンノヤマ）」だったと考えられている。元亨釈書によれば広田明神との関わりが強く、廣田神社の神奈備山と考えられる。1974年（昭和49年）には銅戈（どうか）が出土し、西宮市立郷土資料館に西宮市指定重要文化財として所蔵されている。この銅戈は祭祀用のものであり、古来、甲山が信仰の対象であったことがわかる。また、甲（コウ）の音が歴史的仮名遣では甲（カフ）と表記することを踏まえれば、濁音のカブ…の音も想像しやすいだろう（甲陽軍鑑（カフヤウグンカン）、など）。
また、甲山山麓にある神呪寺にある碑には、禅僧虎関師錬が編纂した元亨釈書の記述に基づき、十四代仲哀天皇の皇后神功皇后が国家平安守護のため山頂に如意宝珠および兜を埋め、五十三代淳和天皇の勅願により天長8年（831年）10月18日、神呪寺を開創大殿落慶したと伝えている。そのためか甲山のどこかに宝が隠されているという俗説が地元ではあった。
なお明治当初には、神戸に来航した欧米人より「ビスマルク山」という俗名がつけられた。19世紀頃のドイツ帝国の首相であったオットー・フォン・ビスマルクがかぶっていた三角形の帽子に姿が似ていたからだといわれている。

## 甲山周辺の名勝・施設等
甲山周辺は阪神近郊から手軽なレジャー地区として六甲山系の一部に組み込まれる形で発展してきており、また頂上にはオリエンテーリングのコントロールがある（パーマネントコース）。また、弘法大師（空海）創建の鷲林寺も甲山近辺にあり、信仰の上でも重要な対象となっている。

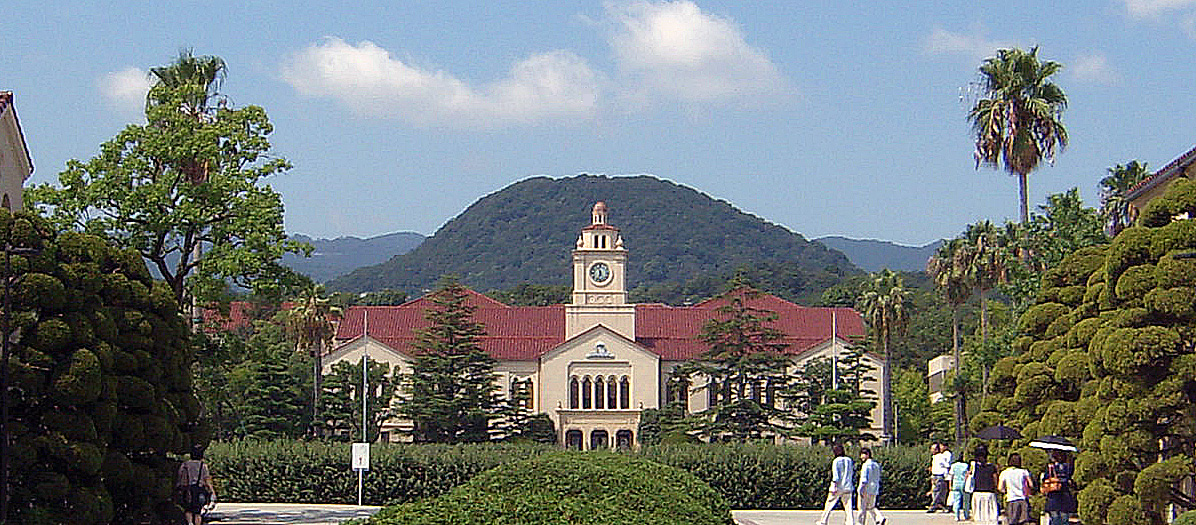
甲山を背景にとりこんだ関西学院大学の時計台

また、甲山の東南東に位置する関西学院大学にある時計台は甲山を借景として構成されている（設計はウィリアム・メレル・ヴォーリズによる）。
- 神呪寺
  - 甲山八十八ケ所 1798年創設。神呪寺の南方に位置する磐座群のある目神山を中心として広がり、そこには役行者が広田明神（廣田神社祭神 天疎向津姫、またの名瀬織津姫）を感得した場所があり、役行者の像が安置されている。
- 鷲林寺
- 廣田神社
- 兵庫県立甲山森林公園
- 北山緑化植物園（北山公園・貯水池も付近にある）
- 仁川百合野町地すべり資料館
- 仁川自然植物園
- 仁川ピクニックセンター

1936年（昭和11年）発行の「大社村誌」に、「甲陽園駅より甲山に至るケーブルカーを企画せし人ありしも、未だ実現せず」という記述がある。
1958年（昭和33年）11月に甲山にロープウエイを設置する計画が持ち上がり、市議会は1億1千万円の予算を可決、1959年（昭和34年）秋に建設することが決定した。そこで関西学院大学の教授らを中心に同年3月「甲山を守る会」が結成され、今東光、詩人の富田砕花、指揮者の朝比奈隆らにも協力を呼びかけ、厚生省国立公園部に5千名余りの署名を持ち込むなどの反対運動を行った。そのため、ついに計画は実現をみなかった。

## 有岡城の戦いの余波
天正6年（ユリウス暦1578年）11月28日　織田信長は有岡城近くの古屋野に本陣を移した。有岡城の西に位置する甲山には、近辺の百姓が小屋を作って避難していた。織田信長は万見重元と堀秀政に彼らを追い払うように命じ、両名は斬り捨て追い払った。

## 交通アクセス
いずれも登山道入口まで
- 阪急甲陽線甲陽園駅から徒歩1.7km（約25分）
- 阪急今津線仁川駅から徒歩2km（約30分）
- 阪神バス西宮山手線大師道バス停より徒歩1km（約15分）
- 阪神バス鷲林寺線甲山大師バス停より徒歩数分

## 作品における描写
- 唱歌 - 「阪神電車唱歌」（1908年、作詞：大和田建樹・作曲：田村虎蔵）
  - 10.ゆくて急がぬ旅人は 登りて見よや甲山 一目に集まる摂河泉（せっかせん） 山川さながら画（え）の如し

当時、阪急電鉄の前身である阪神急行電鉄の路線はまだ開業しておらず、歌では甲山へは阪神電気鉄道本線の西宮駅や香櫨園駅より徒歩の行程で向かうことになっている。
摂河泉とは「摂津国」・「和泉国」・「河内国」の三国を指し、眺望に優れた山であることを示していた。